# 宇賀地強
宇賀地 強（うがち つよし、1987年4月27日 - ）は日本の元陸上競技選手、専門は長距離種目。栃木県宇都宮市出身。作新学院高等学校、駒澤大学法学部法律学科卒業後、コニカミノルタ陸上競技部に所属し、現在は同部でコーチを務める。2013年第14回世界陸上競技選手権大会男子10000m日本代表。積極的に先行するレーススタイルを持つ。第25回ユニバーシアード競技大会10000mにて入賞するなど駒澤大学の主力選手として各陸上競技大会で活躍した。コニカミノルタ入社後に実績を重ね、2011年2月にハーフマラソン日本歴代3位となる1時間00分58秒、2011年11月に10000m日本歴代4位となる27分40秒69を記録した。

## 経歴
中学時代から陸上を始めた。3年時のジュニア・オリンピックでは男子3000mでは同組の高橋優太らに勝利し優勝した。作新学院高校2年時には全国高校駅伝に出場して1区を走り、仙台育英高校の佐藤秀和らに次ぐ日本人3位（区間5位）の成績を残した。また、高校3年の全国都道府県対抗男子駅伝の1区で区間賞を獲得。第33回世界クロスカントリー選手権サンガルミエル大会日本代表にも選ばれた。2006年3月の第34回世界クロスカントリー選手権福岡大会には、大学のチームメイトとなる深津卓也・高林祐介と共に出場した。
駒澤大学進学後は10000m28分台を記録するなど順調に力をつけた。出雲駅伝・全日本大学駅伝と大学駅伝出場を重ね、第83回箱根駅伝では1年生ながら2区を走ったが区間13位に終わっている。2年に進級した2007年の日本インカレでは10000m日本人2位の成績を残し、松岡佑起と共に2007年ユニバーシアードの10000m日本代表に選ばれた。第19回出雲駅伝では3区を走り区間2位、第39回全日本大学駅伝では2年連続で2区を走り区間5位となった。この全日本大学駅伝で竹澤健介や松岡と戦った経験を以後の成長のきっかけとした。第84回箱根駅伝では2年連続で2区を走り区間5位の成績で総合優勝に貢献した。2008年5月の第87回関東インカレでは10000m6位、ハーフマラソンではメクボ・ジョブ・モグスに次ぐ2位の成績を残している。11月の第40回全日本大学駅伝は3年連続で2区を走り区間4位。第85回箱根駅伝では3年連続の2区を任されて11人を抜いたが、駒澤大学は総合13位に終わり第86回大会のシード権を得ることができなかった。
最上級生となった2009年は駅伝主将を務めて各大会にて奮闘、また宇賀地は大学4年間の三大駅伝全てに出場した。7月にはユニバーシアードに出場し10000m6位、5000m13位の成績を残した。9月の第78回日本インカレでは4位入賞を果たした。10月の第21回出雲駅伝で2年ぶりの3区を走り6人抜き、22分48秒の記録で自身初となる大学駅伝の区間賞を獲得した。第86回箱根駅伝予選会（20 km）では個人9位となり駒澤大学の予選会1位通過に貢献。続く2週間後の第41回全日本大学駅伝では2区を走り村澤明伸ら計8人を抜いて37分50秒の記録で区間賞を獲得した。また最後の挑戦となる第86回箱根駅伝では、4年連続花の2区を走り18位から13位に上げる5人抜き、区間3位の成績を残した。宇賀地と深津や高林らの活躍により駒澤大学は総合2位・復路優勝となった。
2010年4月コニカミノルタに入社。日本選手権を経たのち、10月の世界ハーフマラソン選手権で自己記録を縮めて12位となり、11月の第51回東日本実業団対抗駅伝競走大会、第22回国際千葉駅伝では区間賞を獲得するなど各大会で飛躍を見せた。2011年1月、第16回天皇盃全国都道府県対抗男子駅伝競走大会ではアンカーとして長野以下の追撃を抑えて、栃木県の大会初優勝となるゴールテープを切った。2月、第65回香川丸亀国際ハーフマラソンに出場した。序盤はモグスに離されるものの第2集団でしぶとくこれを追いかけた。終盤サムエル・ドゥングに置かれたが3秒差の2位に入り、男子ハーフマラソン日本歴代3位の記録となる1時間00分58秒を記録した。
2011年5月、パロアルトで行われたカーディナル招待10000mに出場しロンドンオリンピックの参加標準記録Aを突破する27分41秒97を記録した。6月の第95回日本陸上競技選手権大会10000mでは前半から積極的に先頭を走り、終盤にかわされたものの3位に入った。7月の第19回アジア陸上競技選手権大会10000mでは駆け引きを展開して4位に入った。11月には八王子ロングディスタンスで10000mを27分40秒69で走り、自己記録を更新した。
2013年8月、モスクワで行われた世界陸上に出場し、10000mで15位に入った。
2014年よりフルマラソンへの挑戦を始めた。
2019年4月に第一線を退き、コニカミノルタのプレーイングコーチに就任する事が発表された。2020年1月のニューイヤー駅伝ではプレイングコーチという立場ながらアンカー7区を担当。入賞を巡る大混戦の中8位でゴールし、チームの9年連続入賞を死守。このレースをもって選手活動に区切りを付けた。同月のヒューストンハーフマラソンでは、新谷仁美のペースメーカーとして参加し、新谷の日本新記録達成をアシストした。
2024年4月にコニカミノルタの監督に就任。

## 自己記録
| 5000m                | 13分29秒50    | 2012年4月7日   | 金栗記念選抜陸上中長距離熊本大会 |             |
| 10000m               | 27分40秒69    | 2011年11月26日 | 八王子ロングディスタンス         | 日本歴代4位 |
| ハーフマラソン       | 1時間00分58秒 | 2011年2月6日   | 香川丸亀国際ハーフマラソン       | 日本歴代3位 |
| 30 km                | 1時間30分01秒 | 2012年2月19日  | 熊日30キロロードレース           |             |
| フルマラソン         | 2時間10分50秒 | 2014年12月7日  | 第68回福岡国際マラソン           |             |
| 歴代記録は当時の順位 |               |                |                                  |             |

## 主な戦績

### 個人
| 年   | 大会                                 | 種目           | 順位     | 記録          | 備考           |
| ---- | ------------------------------------ | -------------- | -------- | ------------- | -------------- |
| 2005 | 第33回世界クロスカントリー選手権     | ショート       | 88位     | 12分52秒      |                |
| 2006 | 第34回世界クロスカントリー選手権     | ジュニア       | 22位     | 24分52秒      |                |
| 2006 | 第85回関東学生陸上競技対校選手権大会 | 10000m         | 5位      | 29分26秒16    | 2部            |
| 2006 | 第85回関東学生陸上競技対校選手権大会 | 5000m          | 3位      | 14分14秒60    | 2部            |
| 2006 | 第75回日本学生陸上競技対校選手権大会 | 10000m         | 4位      | 28分48秒30    |                |
| 2006 | 第75回日本学生陸上競技対校選手権大会 | 5000m          | 12位     | 13分54秒15    |                |
| 2007 | 第86回関東学生陸上競技対校選手権大会 | 5000m          | 3位      | 14分11秒40    | 2部            |
| 2007 | 第86回関東学生陸上競技対校選手権大会 | 10000m         | 27位     | 30分28秒05    | 2部            |
| 2007 | 第76回日本学生陸上競技対校選手権大会 | 10000m         | 5位      | 29分04秒09    |                |
| 2007 | 第24回ユニバーシアード               | 10000m         | 11位     | 31分15秒75    |                |
| 2008 | 第36回世界クロスカントリー選手権     | シニア         | 94位     | 38分20秒      |                |
| 2008 | 第87回関東学生陸上競技対校選手権大会 | 10000m         | 6位      | 28分46秒48    | 1部            |
| 2008 | 第87回関東学生陸上競技対校選手権大会 | ハーフマラソン | 2位      | 1時間04分19秒 | 1部            |
| 2008 | 第92回日本陸上競技選手権大会         | 5000m          | 9位      | 13分57秒46    |                |
| 2009 | 第88回関東学生陸上競技対校選手権大会 | 10000m         | 6位      | 28分54秒70    | 1部            |
| 2009 | 第88回関東学生陸上競技対校選手権大会 | ハーフマラソン | 3位      | 1時間04分09秒 | 1部            |
| 2009 | 第93回日本陸上競技選手権大会         | 5000m          | 8位      | 13分59秒68    |                |
| 2009 | 第25回ユニバーシアード               | 10000m         | 6位      | 28分25秒74    |                |
| 2009 | 第25回ユニバーシアード               | 5000m          | 13位     | 14分23秒82    |                |
| 2009 | 第78回日本学生陸上競技対校選手権大会 | 5000m          | 4位      | 13分57秒37    |                |
| 2010 | 第94回日本陸上競技選手権大会         | 10000m         | 8位      | 28分48秒37    |                |
| 2010 | 第19回世界ハーフマラソン選手権       | ハーフマラソン | 12位     | 1時間01分49秒 |                |
| 2011 | 第65回香川丸亀国際ハーフマラソン     | ハーフマラソン | 2位      | 1時間00分58秒 |                |
| 2011 | 第95回日本陸上競技選手権大会         | 10000m         | 3位      | 28分20秒40    |                |
| 2011 | 第19回アジア陸上競技選手権大会       | 10000m         | 4位      | 28分48秒53    |                |
| 2012 | 第56回熊日30キロロードレース         | 30 km          | 優勝     | 1時間30分01秒 |                |
| 2012 | 第96回日本陸上競技選手権大会         | 10000m         | 4位      | 28分23秒01    |                |
| 2012 | 第20回世界ハーフマラソン選手権       | ハーフマラソン | 29位     | 1時間04分49秒 |                |
| 2013 | 第97回日本陸上競技選手権大会         | 10000m         | 3位      | 28分27秒00    |                |
| 2013 | 第14回世界陸上競技選手権大会         | 10000m         | 15位     | 27分50秒79    |                |
| 2014 | 第15回ドバイマラソン                 | マラソン       | 18位     | 2時間13分41秒 |                |
| 2014 | 第14回シドニーマラソン               | マラソン       | 4位      | 2時間12分18秒 |                |
| 2014 | 第68回福岡国際マラソン               | マラソン       | 9位      | 2時間10分50秒 |                |
| 2015 | 第70回びわ湖毎日マラソン             | マラソン       | 26位     | 2時間17分50秒 |                |
| 2016 | 東京マラソン2016                     | マラソン       | DNF      | 記録なし      | 25kmで途中棄権 |
| 2017 | 八王子ロングディスタンス             | 10000m         | 4組17位  | 28分56秒68    |                |
| 2018 | 第72回香川丸亀国際ハーフマラソン     | ハーフマラソン | 34位     | 1時間03分31秒 |                |
| 2018 | 第62回熊日30キロロードレース         | 30km           | 12位     | 1時間33分43秒 |                |
| 2018 | 世田谷記録会                         | 3000m          | 13組11位 | 8分12秒87     |                |
| 2018 | 東日本実業団陸上競技選手権大会       | 10000m         | 2組8位   | 29分03秒80    |                |
| 2018 | ホクレン・ディスタンスチャレンジ網走 | 5000m          | B組1位   | 13分49秒91    |                |
| 2018 | ホクレン・ディスタンスチャレンジ深川 | 10000m         | A組6位   | 28分17秒63    |                |
| 2018 | 北海道マラソン2018                   | マラソン       | 9位      | 2時間15分57秒 |                |
| 2018 | 第72回福岡国際マラソン               | マラソン       | 44位     | 2時間23分47秒 |                |

### 駅伝
| 年   | 大会                                   | 区間 | 距離    | 順位     | 記録          | 備考         |
| ---- | -------------------------------------- | ---- | ------- | -------- | ------------- | ------------ |
| 2003 | 第8回全国都道府県対抗男子駅伝競走大会  | 2区  | 3.0 km  | 区間5位  | 8分43秒       |              |
| 2004 | 第9回全国都道府県対抗男子駅伝競走大会  | 4区  | 5.0 km  | 区間3位  | 14分37秒      |              |
| 2004 | 第55回全国高等学校駅伝競走大会         | 1区  | 10.0 km | 区間5位  | 29分48秒      |              |
| 2005 | 第10回全国都道府県対抗男子駅伝競走大会 | 1区  | 7.0 km  | 区間3位  | 20分09秒      |              |
| 2006 | 第11回全国都道府県対抗男子駅伝競走大会 | 1区  | 7.0 km  | 区間賞   | 20分31秒      |              |
| 2006 | 第18回出雲全日本大学選抜駅伝競走       | 6区  | 10.2 km | 区間9位  | 30分41秒      |              |
| 2006 | 第38回全日本大学駅伝対校選手権大会     | 2区  | 13.2 km | 区間2位  | 38分28秒      | 駒澤優勝     |
| 2007 | 第83回東京箱根間往復大学駅伝競走       | 2区  | 23.2 km | 区間13位 | 1時間09分56秒 |              |
| 2007 | 第12回全国都道府県対抗男子駅伝競走大会 | 3区  | 8.5 km  | 区間8位  | 24分18秒      |              |
| 2007 | 第19回出雲全日本大学選抜駅伝競走       | 3区  | 8.5 km  | 区間2位  | 24分51秒      |              |
| 2007 | 第39回全日本大学駅伝対校選手権大会     | 2区  | 13.2 km | 区間5位  | 38分10秒      | 駒澤優勝     |
| 2008 | 第84回東京箱根間往復大学駅伝競走       | 2区  | 23.2 km | 区間5位  | 1時間08分48秒 | 駒澤優勝     |
| 2008 | 第13回全国都道府県対抗男子駅伝競走大会 | 7区  | 13.0 km | 区間5位  | 38分38秒      |              |
| 2008 | 第20回出雲全日本大学選抜駅伝競走       | 6区  | 10.2 km | 区間5位  | 30分11秒      |              |
| 2008 | 第40回全日本大学駅伝対校選手権大会     | 2区  | 13.2 km | 区間4位  | 37分56秒      | 駒澤優勝     |
| 2009 | 第85回東京箱根間往復大学駅伝競走       | 2区  | 23.2 km | 区間6位  | 1時間09分22秒 | 11人抜き     |
| 2009 | 第14回全国都道府県対抗男子駅伝競走大会 | 3区  | 8.5 km  | 区間14位 | 24分24秒      |              |
| 2009 | 第21回出雲全日本大学選抜駅伝競走       | 3区  | 7.9 km  | 区間賞   | 22分48秒      |              |
| 2009 | 第41回全日本大学駅伝対校選手権大会     | 2区  | 13.2 km | 区間賞   | 37分50秒      | 8人抜き      |
| 2010 | 第86回東京箱根間往復大学駅伝競走       | 2区  | 23.2 km | 区間3位  | 1時間08分38秒 |              |
| 2010 | 第15回全国都道府県対抗男子駅伝競走大会 | 7区  | 13.0 km | 区間8位  | 38分17秒      |              |
| 2010 | 第51回東日本実業団対抗駅伝競走大会     | 2区  | 15.3 km | 区間賞   | 44分49秒      | 区間新記録   |
| 2010 | 第22回国際千葉駅伝                     | 5区  | 10.0 km | 区間賞   | 28分51秒      |              |
| 2011 | 第55回全日本実業団対抗駅伝競走大会     | 4区  | 22.0 km | 区間6位  | 1時間04分19秒 |              |
| 2011 | 第16回全国都道府県対抗男子駅伝競走大会 | 7区  | 13.0 km | 区間5位  | 37分39秒      | 栃木優勝     |
| 2011 | 第52回東日本実業団対抗駅伝競走大会     | 2区  | 15.3 km | 区間賞   | 44分28秒      | 区間新記録   |
| 2012 | 第56回全日本実業団対抗駅伝競走大会     | 3区  | 13.6 km | 区間2位  | 37分58秒      | 区間新記録   |
| 2012 | 第17回全国都道府県対抗男子駅伝競走大会 | 7区  | 13.0 km | 区間3位  | 37分47秒      |              |
| 2012 | 第53回東日本実業団対抗駅伝競走大会     | 2区  | 15.3 km | 区間賞   | 44分35秒      | コニミノ優勝 |
| 2013 | 第57回全日本実業団対抗駅伝競走大会     | 4区  | 22.0 km | 区間2位  | 1時間03分20秒 | コニミノ優勝 |
| 2013 | 第54回東日本実業団対抗駅伝競走大会     | 2区  | 15.3 km | 区間2位  | 44分20秒      | コニミノ優勝 |
| 2014 | 第58回全日本実業団対抗駅伝競走大会     | 4区  | 22.0 km | 区間3位  | 1時間04分04秒 | コニミノ優勝 |
| 2015 | 第59回全日本実業団対抗駅伝競走大会     | 5区  | 15.8 km | 区間3位  | 47分32秒      |              |
| 2015 | 第56回東日本実業団対抗駅伝競走大会     | 5区  | 7.8 km  | 区間賞   | 23分36秒      |              |
| 2016 | 第60回全日本実業団対抗駅伝競走大会     | 4区  | 22.0 km | 区間7位  | 1時間03分46秒 |              |
| 2017 | 第61回全日本実業団対抗駅伝競走大会     | 6区  | 12.5 km | 区間25位 | 38分32秒      |              |
| 2017 | 第58回東日本実業団対抗駅伝競走大会     | 4区  | 9.9 km  | 区間3位  | 28分23秒      |              |
| 2018 | 第62回全日本実業団対抗駅伝競走大会     | 1区  | 12.3 km | 区間24位 | 35分39秒      |              |
| 2018 | 第23回全国都道府県対抗男子駅伝競走大会 | 3区  | 8.5 km  | 区間27位 | 24分43秒      | 総合20位     |
| 2018 | 第59回東日本実業団対抗駅伝競走大会     | 4区  | 9.9 km  | 区間賞   | 27分48秒      | 区間新記録   |
| 2019 | 第63回全日本実業団対抗駅伝競走大会     | 6区  | 12.1 km | 区間8位  | 36分43秒      |              |
| 2020 | 第64回全日本実業団対抗駅伝競走大会     | 7区  | 15.5 km | 区間5位  | 46分06秒      | 引退レース   |

 を元に作成

### 日本代表歴
- 2005年 第33回世界クロスカントリー選手権サンガルミエル大会
- 2006年 第34回世界クロスカントリー選手権福岡大会・第11回世界ジュニア選手権北京大会
- 2007年 タイ・バンコク ユニバーシアード 10000m
- 2008年 第36回世界クロスカントリー選手権エディンバラ大会
- 2009年 セルビア・ベオグラード ユニバーシアード 10000m・5000m
- 2010年 世界ハーフマラソン選手権南寧大会 ハーフマラソン
- 2011年 第19回アジア陸上競技選手権大会 10000m
- 2013年 第14回世界陸上競技選手権大会 10000m